# Das zweite Königreich
Das zweite Königreich ist ein im Jahr 2000 erschienener historischer Roman von Rebecca Gablé. 

## Inhalt
Der junge Engländer Cædmon wird 1064 während eines dänischen Piratenüberfalls schwer verletzt und hinkt seitdem. Als Harold Godwinson, der mächtige Earl of Wessex, auf dem Weg in die Normandie ist, um dem dortigen Herzog William eine Botschaft des englischen Königs, Eduards des Bekenners, zu überbringen, macht er Halt in Helmsby und bittet seinen Freund, Cædmons Vater, ihm einen Vermittler mitzugeben, dem er vertrauen kann und der Englisch und Normannisch spricht, um sich nicht auf die mitreisenden Mönche als Übersetzer verlassen zu müssen.
Cædmons Vater schickt Cædmon für diese Aufgabe in die Normandie, da dessen Mutter Normannin ist, ihren Kindern Normannisch beibrachte und Harold Godwinson treu ergeben ist. Auf der Überfahrt erleiden der Earl of Wessex und sein Gefolge Schiffbruch und werden von einem abtrünnigen Vasallen Williams, Guy de Ponthieu, gefangen genommen. Nach einiger Zeit gelingt Cædmon die Flucht zu William, der daraufhin eine Botschaft an seinen Vasallen schickt und ihn auffordert, seine Gefangenen freizusetzen und sich selbst ebenfalls an Williams Hof zu begeben. Cædmon gerät widerwillig in die Rolle eines Vermittlers zwischen den englischen Adligen und dem normannischen Herzog William.
1066 kehrt er mit William, den man in England William den Eroberer nennt, zurück. Nach der Schlacht von Hastings wird Cædmon erneut zum Vermittler, diesmal allerdings zwischen dem normannischen Eroberern und seinem eigenen Volk. Auf diese Weise schafft er sich viele Feinde, steht jedoch in der Gunst des auch für die damalige Zeit grausamen Königs. Oftmals hin- und hergerissen zwischen der Treue zu seinem König und zu seinem Volk setzt er diese häufig aufs Spiel, als er sich vor William für sein Volk einsetzt. So landet er einige Male im Gefängnis, wird verbannt oder sinkt in der Gunst des Königs. Als herauskommt, dass Cædmon Aliesa liebt, die Frau seines besten Freundes Etienne und Schwester seines Erzfeindes Lucien de Ponthieu, verstößt der König ihn wegen dieses unzüchtigen Treibens. Wieder einmal gelingt es Cædmon jedoch, seine Gunst wiederzugewinnen und die Kluft zwischen den beiden Völkern zu verkleinern.
Parallel zu Cædmons Geschichte verläuft die seiner vielköpfigen Familie, etwa seines Vaters, der in der Schlacht von Hastings fällt, seiner Mutter, einer normannischen Heilkundigen, seines Bruders Dunstan, eines ewigen Rebellen gegen William, seiner Schwester Hyld, die den dänischen Piraten heiratet, der Cædmon verletzte etc. Weitere wichtige Figuren sind Williams Halbbruder Odo von Bayeux, ein Bischof, sowie Wulfnoth Godwinson, der Bruder Harold Godwinsons, und der Mönch Oswald.
Erzählt wird die Geschichte aus der Perspektive Cædmons, jedoch mit auktorialer Erzählweise.

## Ausgaben
- Rebecca Gablé "Das zweite Königreich, ISBN 3-404-14808-8

## Hörspiel
Dhv der Hörverlag, ISBN 3-86717-093-2, 6 CDs, Spielzeit ca. 340 Minuten, u. a. mit Matthias Koeberlin, Udo Schenk, Volker Lechtenbrink.